# Corpo de Bombeiros Militar do Estado do Maranhão
O Corpo de Bombeiros Militar do Estado do Maranhão (CBMMA) é uma Corporação cuja missão primordial consiste na execução de atividades de defesa civil, prevenção e combate a incêndios, buscas, salvamentos e socorros públicos no âmbito do estado do Maranhão.
Ele é Força Auxiliar e Reserva do Exército Brasileiro, e integra o Sistema de Segurança Pública e Defesa Social do Brasil. Seus integrantes são denominados Militares dos Estados pela Constituição Federal de 1988, assim como os membros da Polícia Militar do Estado do Maranhão.

## Histórico
O Corpo de Bombeiros do Maranhão foi instituído em 1901, mas efetivamente estruturado em 1903. Em 1926 foi incorporado à Polícia Militar. No período ditatorial do Estado Novo foi desvinculado da PM, voltando a ser reintegrado em 1959. Pela Constituição Estadual de 1989 a Corporação adquiriu autonomia da Polícia Militar, efetivamente consolidada em 1992.

## Estrutura Operacional
- 1º GBM (Grupamento de Bombeiro Militar) - São Luís;
- 2º GBM - São Luís;
- 3ª GBM - Imperatriz;
- 4ª GBM - Balsas;
- 5ª GBM - Caxias;
- 6º GBM - Bacabal;
- 7º GBM - Timon;
- 8º GBM - Pinheiro;
- 9º GBM - Estreito;
- GBMAR - Grupamento de Bombeiros Marítimo;
- GEM - Grupamento de Emergência Médica;
- GAT - Grupamento de Atividades Técnicas;
- SCI - Seção de Combate a Incêndios.
- 1ª CIBM - São José de Ribamar.